# أحمد يوسف فلامرزي
أحمد يوسف فلامرزي (ولد في 28 أبريل 1992 في المحرق، البحرين) لاعب كرة قدم بحريني يجيد اللعب في مركز الظهير الأيمن وبدرجة أقل الوسط الأيمن والوسط المحوري. يلعب حاليا لصالح الحد الذي ينافس في الدوري البحريني الممتاز منذ 2020.